# Avenida Benidorm
La avenida Benidorm —anteriormente conocida como calle 15 Norte— es una arteria vial de Viña del Mar, región de Valparaíso, Chile.

## Características
Benidorm es una avenida bidireccional que corre de este a oeste entre la calle San Antonio (más allá de la cual la vía se llama calle Con Con) y la avenida Jorge Montt (continuación de la San Martín), dividida por un bandejón central.
Sobre ella se encuentra la pasarela que une dos de los más importantes centros comerciales del Gran Valparaíso: el Mall Marina y el Espacio Urbano. En sus alrededores se encuentran las torres Coraceros, las avenidas Libertad y Alessandri, y en su comienzo funciona cada miércoles y sábado la feria 15 Norte de frutas y verduras.

## Historia
En el plano de deslindes y lotes de la Población Vergara de 1892, la antigua calle 15 Norte era una de las últimas vías de la población con límite todavía en los pocos arenales que aun quedaban al norte del Estero Marga Marga. Colindantes a esta vía hubo un vasto bosque autóctono a pies del cerro Santa Inés, zona que sería arrasada para la instalación de los Establecimientos Textiles Gratry para las primeras décadas del siglo XX.
Con el paso de los años, y con el movimiento industrial viñamarino de principios del siglo XX, se instalaron principales industrias como Gratry y Sedamar. Sin más, la vía fue usada con vial ferroviario de carga para el transporte de azúcar desde el Muelle Vergara hasta la refinería CRAV en el centro de la ciudad, siendo uso además del transporte de mercancías varias a otras industrias vecinas.
El nombre actual de Benidorm a la avenida tiene su origen en 1966 en una visita del alcalde de la ciudad española de Benidorm Pedro Zaragoza Orts a la Ciudad Jardín. Durante la estadía, presenció el Festival de Viña del Mar 1966, estuvo en la firma del proyecto de hermandad entre ambas ciudades y fue partícipe en el cambio de nombre de la avenida, ocurrido el 18 de febrero de 1966, según redacta el boletín oficial del ayuntamiento español:

Contornos de extraordinario lucimiento alcanzó la ceremonia de la inauguración de la Avda. Benidorm --nuevo nombre dado a la calle 15 Norte-- que se efectuó a las 19:45 horas de ayer, en presencia de las principales autoridades civiles, judiciales, militares, eclesiásticas y de Carabineros, miembros del Cuerpo Consular, y la asistencia especial, como invitado de honor, del alcalde de Benidorm, señor Pedro Zaragoza Orts...

...Conforme al programa que se había preparado, los alcaldes, señores Juan Andueza y Pedro Zaragoza se adelantaron para descubrir una placa recordatoria de la ceremonia, colocada en un pequeño montículo sobre el césped de la bandeja central de la avenida...

Tras la decadencia y el cierre de las industrias entre los años 1970 y 1980, para 1990 en los antiguas fábricas de la textil Gratry se inaugura un supermercado Ekono que daría origen al actual Espacio Urbano 15 Norte. Frente a ella, en 1999 se inaugura Mall Marina, el centro comercial más importante del área metropolitana porteña. Con ello, el flujo de automóviles y transporte público aumentó considerablemente hasta tal punto de formarse grandes atochamientos hasta hoy día. Pese a ello, la actual avenida es una de las importantes por flujo vial, localización y comercios de la Ciudad Jardín, tanto para otros barrios de la ciudad como para otras comunas del Gran Valparaíso.